# FIFA 10
«FIFA 10» — спортивна відеогра з серії футбольних ігор «FIFA», яку видає «Electronic Arts». Як і минулі ігри серії, її розробляє «EA Canada» і видає «Electronic Arts» під брендом «EA Sports». Офіційний випуск відбувся 2 жовтня 2009 року. Демоверсії для ПК з'явилися 10 вересня 2009.

## Особливості гри
Графіку піддали істотним доопрацюванням, однак рушій лишився старим. Ігровий процес розширився великою кількістю додаткових можливостей, таких як боротьба за м'яч у повітрі, нова система ударів і виходи воротаря, але збереглася недостатньо розвинута фізика. Гравці так само рухаються у восьми напрямках, а м'яч поводиться абсолютно передбачувано. Штучний інтелект став трохи розумнішим, проте що вищий рівень складності, то вищі показники у команди суперника. Втім, безумовним плюсом серії є зручний інтерфейс, відмінне озвучення і музична складова, а також величезна кількість ліцензій - наприклад, у грі є ліцензована збірна Голландії (у попередніх версіях імена гравців збірної були вигаданими), з'явилася російська прем'єр-ліга. Також у грі вдосконалено Профі-сезон.

## Ліги та країни
| - A-Ліга - Австрійська Бундесліга - Бельгійська Про Ліга - Серія А - Гамбринус Ліга - Суперліга - Англійська Прем'єр-ліга - Чемпіонат Футбольної Ліги - Перша Ліга - Друга Ліга - Ліга 1 - Ліга 2 - Бундесліга - 2 Бундесліга - ФАІ Еірком Ліга | - Серія А - Серія Б - K-Ліга - Прімера Дивізіон - Ередивізіє - Тіппеліге - Польська Ліга - Португальська Ліга - СПЛ - Ліга ББВА - Ліга Аделант - Аллсвенскан - Швейцарська Суперліга - Турксел Суперліги - Major League Soccer - Чемпіонат Росії |

| Агрегатор    | Оцінка                                                     |
| ------------ | ---------------------------------------------------------- |
| GameRankings | 90.25% (PS3) 89% (X360) 83.57% (PSP) 76.14% (Wii) 70% (DS) |
| Metacritic   | 91/100                                                     |

| Видання                    | Оцінка |
| -------------------------- | ------ |
| 1Up.com                    | B      |
| AllGame                    | [ 8 ]  |
| Eurogamer                  | 9/10   |
| GameSpot                   | 9/10   |
| GameTrailers               | 9.1/10 |
| IGN                        | 9/10   |
| Official Nintendo Magazine | 84%    |

Також на сайті Playground.ru можна скачати ліги країн: